# Confederación Sudamericana Universitaria de Deportes
La Confederación Sudamericana Universitaria de Deportes, más conocida como COSUD (fundada el 28 de julio de 1985 en Montevideo, Uruguay), es la organización que agrupa a las diferentes federaciones deportivas universitarias nacionales de América del Sur. Es la responsable de la organización de las competencias deportivas para estudiantes-atletas en la región, como los Juegos Universitarios Sudamericanos.
Actualmente son 10 los países miembros: Argentina, Bolivia, Brasil, Chile, Colombia, Ecuador, Paraguay, Perú, Uruguay y Venezuela.

## Historia
Los antecedentes de competencias entre deportistas universitarios en América del Sur, se remontan a inicios del siglo XX. En efecto, existen registros documentales de encuentros de fútbol entre selecciones universitarias, por ejemplo de Argentina, Brasil y Uruguay ya en el año 1914. Más aún, se encuentran también documentados, un campeonato sudamericano universitario de fútbol realizado en Montevideo, Uruguay en 1942  y otro en Río de Janeiro, Brasil en 1949. En ambos casos, las selecciones locales fueron las campeonas, dándose el hecho anecdótico que la final de este último campeonato, se jugó justamente en el mítico estadio de Maracaná que se estaba poniendo a punto para el Mundial de fútbol profesional de 1950.
También se encuentran registros de encuentros amistosos de básquetbol entre universitarios sudamericanos, como el que enfrentara el 17 de agosto de 1962 a la Federação Gaucha de Basketball (Brasil) y la Liga Universitaria de Deportes (Uruguay).
La piedra fundacional de nuestra organización se ubica el 28 de julio de 1985 cuando se fundó oficialmente la Confederación Sudamericana Universitaria de Deportes, COSUD, en Montevideo, Uruguay. Su primer Presidente fue el Doctor Tabaré Vázquez, actualmente Presidente de la República Oriental del Uruguay en su segundo mandato.
No obstante, la actividad en campeonatos multidisciplinarios en deportes y países organizados en COSUD, recién comenzó a hacerse efectiva en este siglo. A fines del 2003, un grupo de dirigentes del deporte universitario de la región, liderados por el chileno Juan Ignacio Bascuñán dieron forma al relanzamiento de COSUD. Siguiendo esa idea, el 14 de enero de 2004 en Montevideo se reunieron representantes de siete países de COSUD, a saber: Raúl Vanzetti (Argentina), Luis Carlos Novi (Brasil), Patricio Quiróz (Chile), Jacobo Bucaram (Ecuador), Daniel Parra (Paraguay), Eduardo Ramírez (Perú) y Julio Jakob (Uruguay). Allí se suscribió la Declaración de Montevideo eligiéndose Presidente  y Vicepresidente por el siguiente período a Julio Jakob y a Patricio Quiróz respectivamente.
Ese mismo año 2004 se realizarían los primeros juegos sudamericanos del deporte universitario en Concepción, Chile, donde más de 500 atletas compitieron en Fútbol masculino, Básquetbol masculino, Vóleibol masculino, Atletismo femenino y masculino y Tenis de Mesa femenino y masculino.
Un par de años más tarde, en el 2006, se realizarían los segundos juegos sudamericanos en Curitiba, Brasil. En esa oportunidad más de 900 estudiantes competirían en varias disciplinas deportivas que repartirían 180 medallas entre siete países de la región.
El año 2007 traería una muy positiva novedad para la región. Propiciada por la Federación Internacional del Deporte Universitario (FISU), se creaba una organización continental que reunía a todos los países de América y por tanto a los países de COSUD. La ODUPA, Organización Deportiva Universitaria Panamericana eligió como su primer Presidente a Julio Jakob, en ese momento Presidente de COSUD. Actuando en consonancia con lo mandatado por los Estatutos de COSUD, Jakob renunció a la Presidencia de COSUD para ocupar su cargo en ODUPA, por lo cual el vicepresidente de COSUD, Patricio Quiróz se convirtió en el tercer Presidente de COSUD.
En el 2009 se efectuaron nuevas elecciones en COSUD, siendo elegido Alim Maluf de Brasil, como Presidente. En el año 2010, se realizaron los III Juegos Sudamericanos Universitarios nuevamente en la ciudad de Curitiba, Brasil donde participaron 350 atletas de 5 países compitiendo en Fútbol masculino, Vóleibol masculino y Tenis.
En julio de 2013, se realizó la Asamblea Electoral de COSUD, en la ciudad de Kazán, Rusia, en ocasión de celebrarse allí la XXVII Universiada organizada por FISU. En dicha Asamblea, fue reelegido como Presidente Alim Maluf, eligiéndose a Hugo Viglietti de Uruguay como Vicepresidente.
El 12 de febrero de 2016, se efectuó la Asamblea Electoral de ODUPA, que cambiaría luego su nombre por el de FISU América. En ella se repite la situación de años atrás, al elegirse como Presidente de la organización continental a quien detentaba la presidencia de COSUD. Procediéndose una vez más acorde a los Estatutos, Alim Maluf pasó a presidir FISU América y Hugo Viglietti se convirtió así en el quinto Presidente de COSUD.
En mayo de 2016 se realizaron los IV Juegos Sudamericanos Universitarios, en Miramar y Mar del Plata, Argentina. Allí más de 1.000 atletas de ambos sexos y de siete países compitieron en Atletismo, Básquet 3×3, Fútbol, Futsal, Balonmano, Natación, Tenis, Tenis de mesa y Vóleibol.
El 26 de agosto de 2017 se efectuó una Asamblea Ordinaria y Electoral de COSUD donde se eligió a Daniel Muñoz de Chile como Presidente y a Lusimar Pinto de Brasil, como Vicepresidente.
En septiembre de 2017 se realizaron los V Juegos Sudamericanos Universitarios, en Bogotá, Colombia. La competencia contó con más de 400 atletas de Argentina, Brasil, Chile, Colombia, Uruguay y Venezuela, que compitieron en seis deportes diferentes: Ajedrez, Balonmano, Fútbol, Futsal, Rugby y Tenis.
En el 2024 se efectuaron nuevas elecciones en COSUD, siendo elegido Adrian Verdini de Argentina, como Presidente por el periodo 2024-2028

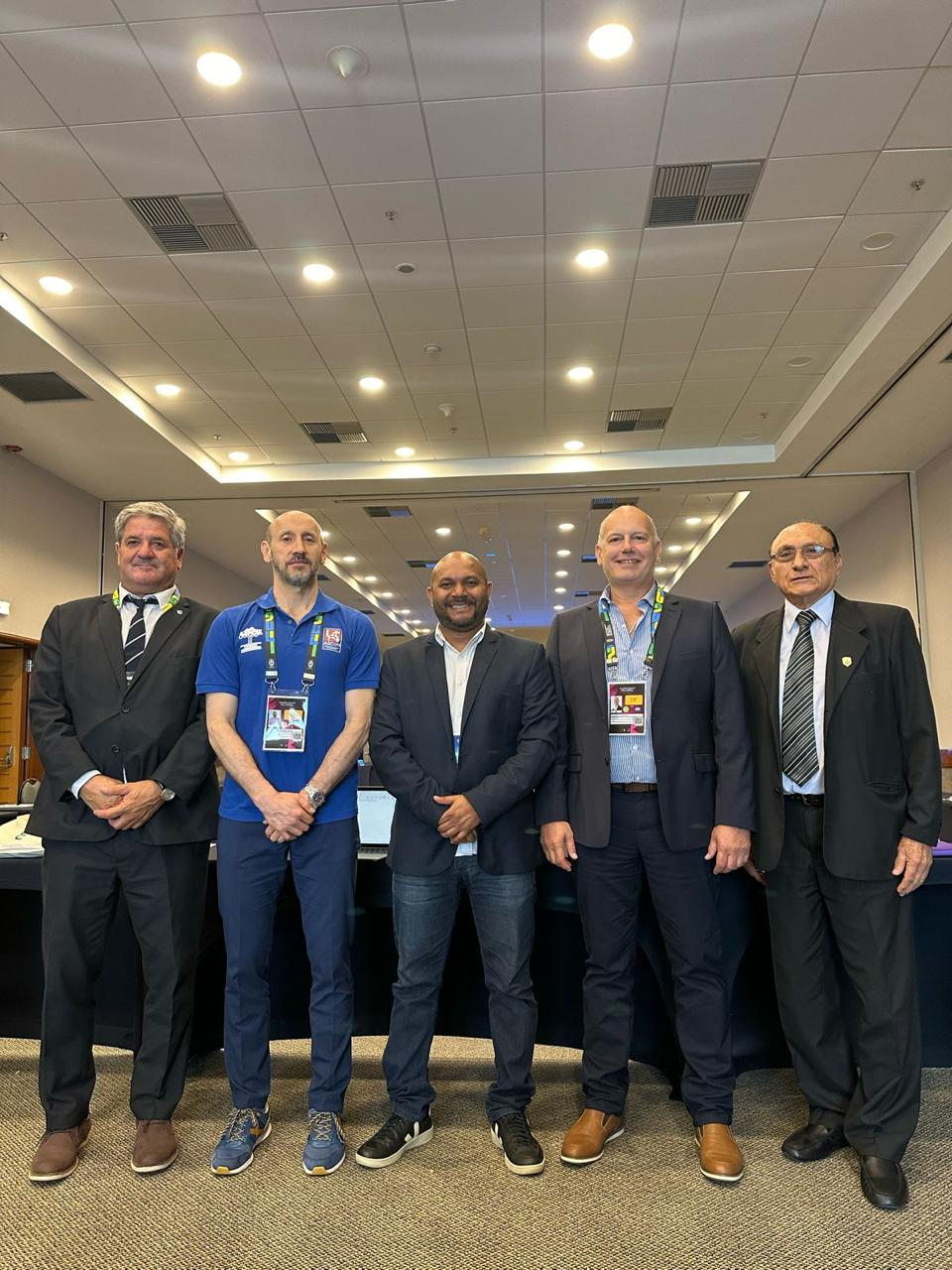
Comité ejecutivo COSUD

## Filosofía

### Misión
Contribuir con las organizaciones nacionales del deporte universitario, a fin de apoyar en la formación de los estudiantes de educación superior hacia la vida y la sociedad,a través del desarrollo del deporte universitario.

### Visión
Líder en el deporte universitario para la región.

### Valores
- Juego limpio
- Confianza mutua
- Estímulo a la acción educativa mediante el deporte
- Ética
- Equidad
- Unidad y trabajo en equipo

## Miembros
| País      | Federación                                                     | Cargo                          | Sitio web          |
| --------- | -------------------------------------------------------------- | ------------------------------ | ------------------ |
| Argentina | Adrian Verdini                                                 | Presidente                     |                    |
| Brasil    | Lusimar Pinto                                                  | Vicepresidente                 |                    |
| Colombia  | Francisco Sandoval                                             | Secretario                     |                    |
| Uruguay   | Juan Sanchez                                                   | Tesorero                       |                    |
| Perú      | David Timoteo                                                  | Secretario Técnico             |                    |
| Argentina | Federación del Deporte Universitario Argentino                 | Emiliano Ojeda                 | FEDUA              |
| Bolivia   | Confederación Universitaria Boliviana                          | Max Mendoza Parra              |                    |
| Brasil    | Confederação Brasileira do Desporto Universitario (CBDU)       | Luciano Atayde da Costa Cabral | CBDU               |
| Chile     | Federación Nacional Universitaria de Deportes                  | Víctor Méndez Vera             | Fenaude            |
| Colombia  | Ascun Deportes                                                 | Carlos Hernando Forero Robayo  | Ascun Deportes     |
| Ecuador   | Federación Ecuatoriana del Deporte Universitario y Politécnico | Jimmy Candell Soto             |                    |
| Paraguay  | Asociación Nacional Deportiva Universitaria del Paraguay       | Martín Gutiérrez               |                    |
| Perú      | Federación Deportiva Universitaria Del Perú                    | David Timoteo                  | FEDUP              |
| Uruguay   | Liga Universitaria de Deportes                                 | Juan Sanchez                   | Liga Universitaria |
| Venezuela | Federación Venezolana Deportiva de Educación Universitaria     | Leonardo Morales               |                    |